# ムラト・レイース
コジャ・ムラト・レイース (トルコ語: Koca Murat Reis　1534年以前 - 1609年/1638年) は、オスマン帝国海軍の私掠船長で提督。同じく（小）ムラト・レイスと呼ばれたオランダ人海賊ヤン・ヤンスゾーンと区別するために大ムラト・レイース (英語: Murat Reis the elder)とも呼ばれる。最も重要なバルバリア海賊の一人である。

## 生涯

### 若年期
アルバニアもしくはロドス島でアルバニア人の家に生まれ、幼いころからトゥルグット・レイースの艦隊で経験を積み、ピーリー・レイースの遠征にも何度か帯同した。1534年、ムラト・レイースはバルバロス・ハイレッディンに従ってコンスタンティノープルへ赴き、スレイマン1世からオスマン艦隊の提督に任じられた。コンスタンティノープル滞在中、ムラト・レイースは金角湾の造船所で戦艦の建造に携わった。

### プレヴェザの海戦

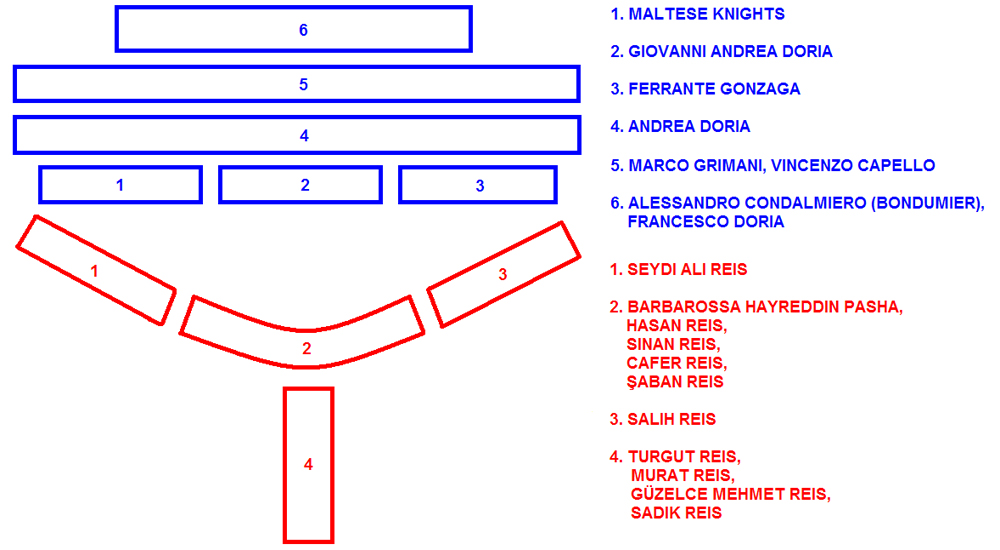
1538年のプレヴェザの海戦では、ムラト・レイースはトゥルグット・レイース率いる中央後方の翼（図中の赤4）で戦った。

ムラト・レイースはトゥルグット・レイースの初期の遠征のほとんどに従っている。1538年9月25日から26日、彼はアンドレア・ドーリア率いる神聖ローマ帝国艦隊のプレヴェザ上陸を妨害する役を与えられ、これに成功した。9月28日のプレヴェザの海戦ではトゥルグット・レイースとともにY字のオスマン艦隊の後方に陣取り、オスマン帝国の勝利に大きく貢献した。その後もムラト・レイースはトゥルグット・レイースに従い続けたが、後にインド洋艦隊の指揮官に任命され地中海を離れた。

### キプロス包囲戦
1570年、オスマン帝国はヴェネツィア領キプロスの征服に乗り出した。このオスマン・ヴェネツィア戦争中、ムラト・レイースは25隻のガレー船団を率いてクレタ島・ロドス島・キプロス島を結ぶ海域を支配し、キプロス救援を試みるヴェネツィア艦隊の掃討にあたった。1571年、最後の要塞ファマグスタが降伏し、オスマン帝国はキプロス島を征服した。

### カナリア諸島遠征
1585年、ムラト・レイースは初めてバルバリア海賊を率いて大西洋に進出し、スペイン領カナリア諸島のいくつかの島を征服しランサローテ島の長官を捕らえた。後にこの長官には身代金が支払われ釈放された。

### 地中海での活動
その後、ムラト・レイースはエジプトとアナトリアを結ぶ航路を保護する任務に就いた。この交易路はオスマン帝国に莫大な富をもたらしていたが、頻繁にヴェネツィアやフランス、マルタ騎士団の襲撃を受けていた。1609年、キプロス島沖にフランス・マルタ騎士団の連合艦隊が出現した。これは10隻のガレー船と、「レッド・インフェルノ」と恐れられた大砲を90門も装備した巨大なガレオン船「ガレオナ・ロッサ」などで構成されており、フレシネという名の騎士が指揮していた。これを聞いたムラト・レイースは迎撃に向かい、近距離および遠距離からの砲撃を使い分けて敵艦隊を破り、ガレオナ・ロッサ、ガレー船10隻のうち6隻、500人の敵兵、160門の大砲と2000丁のマスケット銃を獲得した。この戦いでムラト・レイースも大けがを負い、死去したとされるが、1638年のヴロラ包囲に参加してその戦中に没したとするものもある。

## 後世への影響
トルコ海軍の潜水艦にはムラト・レイースの名を冠したものが複数存在する。現在アルジェの一部となっているアルジェリアの都市には「ムーラド・ライース」の名がつけられたものがあり、これは一時オスマン帝国のアルジェリア州の州都となっていた。
スペイン黄金世紀のミゲル・デ・セルバンテスやロペ・デ・ベガらの文学作品には、ムラト・レイースが「モラト・アッラーエス」の名で言及されている。